# Aurélie Reinhorn
 (juin 2020).
Si vous disposez d'ouvrages ou d'articles de référence ou si vous connaissez des sites web de qualité traitant du thème abordé ici, merci de compléter l'article en donnant les références utiles à sa vérifiabilité et en les liant à la section « Notes et références ».
Aurélie Reinhorn, née en 1988, est une actrice et réalisatrice française formée à l'École de la Comédie de Saint-Étienne.

## Biographie
Aurélie Reinhorn passe son enfance dans plusieurs pays, (Maroc, Lozère, Guyane française, Madagascar, Sénégal, Luxembourg) puis à dix-huit ans monte à Paris et se forme au théâtre. D’abord au conservatoire du 5e arrondissement de Paris, dirigé par Bruno Wacrenier, puis elle intègre en 2011 l’École nationale d’art dramatique de la Comédie de Saint-Étienne. Elle y travaille notamment sous la direction de Benoît Lambert, Alain Françon, Bérangère Jannelle, Arnaud Meunier, Michel Raskine, Matthieu Crucciani, Cyril Bothorel et Bruno Meyssat. Elle co-réalise en 2013 avec Magali Chanay un premier court métrage Creuse, auto-produit. En juin 2014, elle est actrice permanente au Théâtre Dijon Bourgogne dirigé par Benoît Lambert jusqu'en avril 2016. 
Elle travaille ensuite avec Alain Françon dans Le temps et la chambre de Botho Strauss créé au Théâtre national de Strasbourg, puis avec Marion Aubert et Marion Guerrero dans Tumultes. En 2018, elle écrit et réalise son premier court métrage Raout Pacha produit par les Quatre Cents Films. Le film est doublement primé du prix du rire Fernand Raynaud et du prix Canal+ au Festival de Clermont-Ferrand 2020.
Aurélie Reinhorn écrit et réalise ensuite en 2021 Pied-de-Biche, créé lors d'un atelier cinéma avec des élèves du CNSAD de Paris, puis Son Altesse Protocole. À cheval entre les disciplines théâtrales et cinématographiques, elle écrit actuellement son premier long-métrage. 

## Filmographie

### Actrice

#### Longs métrages
- 2019 : Vagabondes[1] de Philippe Dajoux, Festival du film francophone d'Angoulême : Faustine

#### Courts métrages
- 2012 : Marito de Sarah-Jane Sauvegrain
- 2014 : Loin d'Alytus de Jean-Jacques Jauffret
- 2015 : Le Sapin, les insignes et le ciment[2] de Jean-Charles Massera, Festival international du court métrage de Clermont-Ferrand

### Réalisatrice

#### Courts métrages
- 2016 : Creuse[3]
- 2019 : Raout Pacha[4],[5]
- 2021 : Pied de biche[6]
- 2021 : Son Altesse Protocole (avec le soutien de Canal +)
- 2024 : SCALP (Si Calmes Accourent Les Picaros)

## Théâtre

### Comédienne
- 2014 : La Grande Histoire, de François Bégaudeau, mis en scène par Benoît Lambert, Comédie de Saint-Étienne, Théâtre en Mai, Théâtre de la Colline
- 2014 : Tartuffe ou l'Imposteur, de Molière, mis en scène par Benoît Lambert, CDN de Dijon / CDN d’Aubervilliers, tournée
- 2015 : La Devise[7], de François Bégaudeau, mis en scène par Benoît Lambert, CDN de Dijon
- 2016 : Le Temps et la Chambre[8],[9], de Botho Strauss, mis en scène par Alain Françon, Théâtre National de Strasbourg, Théâtre de la Colline, tournée
- 2017 : Tumultes, de Marion Aubert, mis en scène Marion Guerrero, Bonlieu scène National d'Annecy, CDN de Dijon
- 2017 : Le Temps des H+ommes, de et mis en scène par Nicolas Giret-Famin, Festival Fragments
- 2019 : Nous sommes tous des terrains vagues, de et mis en scène par Lou Wenzel, Festival de Villeréal
- 2019 : Éclipse, de et mis en scène par Katja Hunsinger - Collectif Les Possédés, CDN de Lorient, Théâtre de l'Aquarium, tournée

### Mise en scène
Mise en lecture
- 2018 : Autour de moi craquer les branches - Morceaux choisis de Jeune Fille de Anne Wiazemsky[10], Comité de lecteur, Jeune Théâtre National, Paris

## Radio
- 2018 : Charlotte Picard, naufragée de la Méduse[11], de Marie-Ève Sténuit, réalisé par Sophie-Aude Picon, Autant en emporte l'histoire, France Inter : Antoinette
- 2018 : L'amour vache[12], de Manuelle Calmat, réalisé par Sophie-Aude Picon, Affaires Sensibles, France Inter : Narratrice